# Generalstaatsanwaltschaft Koblenz
Die Generalstaatsanwaltschaft Koblenz ist eine von 24 Generalstaatsanwaltschaften in der Bundesrepublik Deutschland.  Die Generalstaatsanwaltschaft Koblenz wurde 1946 gegründet.
Neben der Generalstaatsanwaltschaft Koblenz gibt es in Rheinland-Pfalz die Generalstaatsanwaltschaft Zweibrücken.

## Generalstaatsanwälte in Koblenz
- Hubert Hermans – Landgerichtsdirektor (1946/47)
- Georg Augustin – Oberstaatsanwalt (1947/48)
- Leopold Morbach (1949–1963)
- Norbert Itschert  (1964–1973)
- Hans-Joachim Ulrich (1973–1991)
- Heinrich Gauf (1991–1996)
- Norbert Weise (1996–2008)
- Erich Jung (2008–2014)
- Jürgen Brauer (2014–2022)
- Harald Kruse (seit 2023)

## Sitz
Die Generalstaatsanwaltschaft hat ihren Sitz in Koblenz. Das Gebäude befindet sich in der Deinhardpassage 1.

## Übergeordnete Behörde
Das Ministerium der Justiz Rheinland-Pfalz ist die übergeordnete Behörde der Generalstaatsanwaltschaft Koblenz.

## Bezirk
In den Zuständigkeitsbereich der Generalstaatsanwaltschaft Koblenz fallen die Bezirke der Staatsanwaltschaften Bad Kreuznach, Koblenz, Trier und Mainz.

## Staatsanwaltschaft Bad Kreuznach
Die Staatsanwaltschaft befindet sich in der John-F.-Kennedy-Straße 17. Seit 2011 ist Michael Brandt Leitender Oberstaatsanwalt der Staatsanwaltschaft in Bad Kreuznach. Im Bezirk der Staatsanwaltschaft liegen 4 Amtsgerichte: Bad Kreuznach, Bad Sobernheim, Idar-Oberstein und Simmern/Hunsrück. Die Behörde beschäftigte im Jahr 2019 insgesamt ca. 59 Mitarbeiter. Die Zuständigkeit für Straftaten im Wein- und Lebensmittelrecht aus dem gesamten Land Rheinland-Pfalz ist an der Staatsanwaltschaft Bad Kreuznach konzentriert.

## Staatsanwaltschaft Koblenz
In der Deinhardpassage 1 befindet sich die Staatsanwaltschaft. Harald Kruse ist seit 2012 neuer Leitender Oberstaatsanwalt in Koblenz. Im Jahr 2015 waren ca. 235 Mitarbeiter bei der Staatsanwaltschaft Koblenz beschäftigt. Im Bezirk der Staatsanwaltschaft Koblenz liegen 15 Amtsgerichte.

## Staatsanwaltschaft Trier
Die Staatsanwaltschaft in Trier befindet sich in der Christophstraße. Peter Fritzen wurde 2014 Leitender Oberstaatsanwalt. Im Geschäftsbereich der Staatsanwaltschaft Trier liegen 8 Amtsgerichte.

## Staatsanwaltschaft Mainz

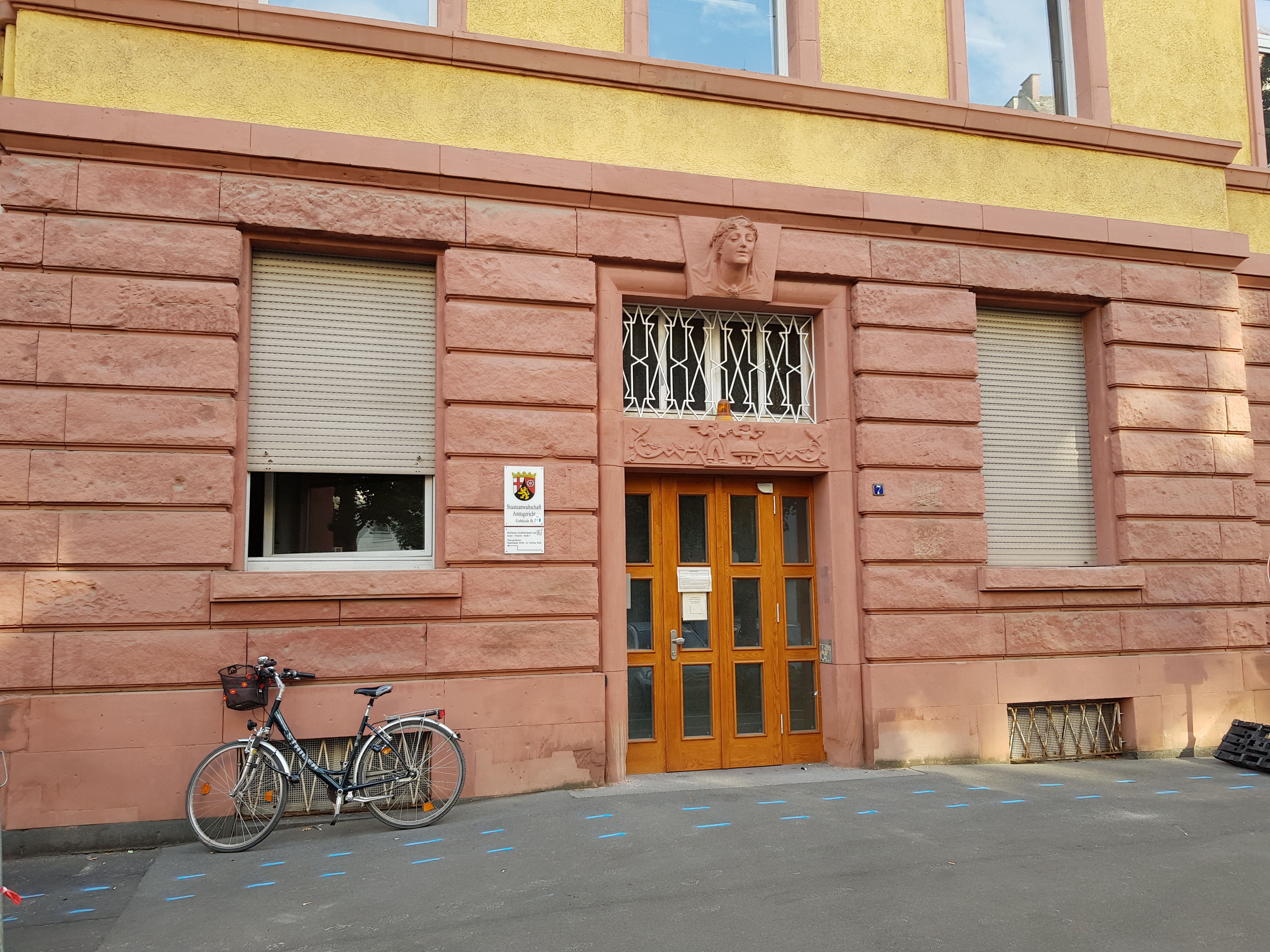
Staatsanwaltschaft Mainz

Die Staatsanwaltschaft befindet sich in der Ernst-Ludwig-Str. 7. Andrea Keller hat im Jahr 2015 das Amt der Leitenden Oberstaatsanwältin in Mainz übernommen. Die Amtsgerichte Alzey, Bingen, Mainz und Worms liegen im Geschäftsbereich der Staatsanwaltschaft Mainz. Die Staatsanwaltschaft Mainz ist bundeslandübergreifend zuständig für Schifffahrtssachen aus Südhessen (Bundeswasserstraßen Rhein und Main).